# Сильван (мифология)

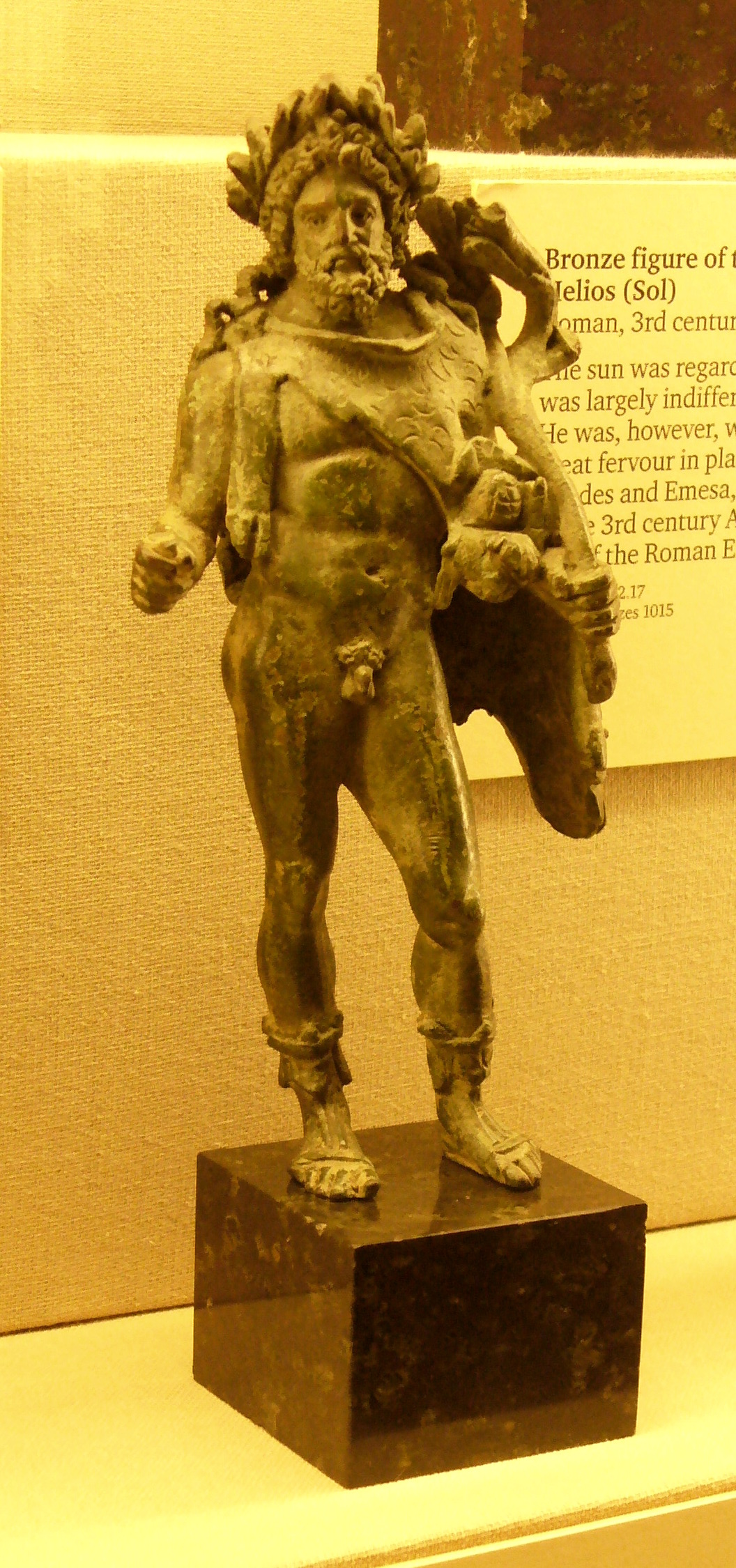

Сильва́н (Сильва́нус (Silʹvánus), лат.  Силва́нус (Silvánus), «из лесов») — божество-опекун из римской мифологии.
Его можно считать божеством или духом лесных деревьев и плантаций. В качестве духа-защитника леса он рассматривается в первую очередь как покровитель дикорастущих деревьев. Он описывается также как божество-покровитель полей и виноградников и как защитник границ владений фермеров. Данная мифологическая фигура, возможно, ведёт своё происхождение от этрусского божества Селванса.
Кроме того, Сильван покровительствует крупному рогатому скоту, якобы защищая его от волков и увеличивая плодовитость скота. Долабелла, древнеримский сельскохозяйственный учёный, писал, что Сильван был первым, кто дал людям камни для разделения их участков земли друг от друга, а также что каждое хозяйство имеет трёх Сильванов:
- Silvanus domesticus (также называемый Silvanus Larum и Silvanus sanctus sacer Larum);
- Silvanus agrestis (также называемый салутарием), которому поклонялись пастухи;
- Silvanus orientalis, божество, с которого начиналось любое хозяйство.

Таким образом, слово «Сильван» часто употреблялось во множественном числе.
В жертву Сильвану приносили виноград, вино, зерно, молоко, иногда мясо, причём участвовать в жертвоприношении могли только мужчины. Сильван был одним из немногих деревенских божеств у римлян, культ которого сохранялся на протяжении всего существования римского государства. Знаменитая статуя Сильвана выставлена в Британском музее в Лондоне. Её особенностью является то, что левая рука этой статуи на самом деле была сделана из дерева, что должно было отражать двойственную природу божества.